# Парк природе Камараш
Парк природе Камараш је заштићено природно добро у северној Бачкој на територији општине Кањижа, АП Војводина, Србија. У Србији је законским прописима категорисано као парк природе.

## Карактеристике
Камараш обухвата комплекс влажних станишта, који се налази на тромеђи Суботичко-хоргошке пешчаре, лесне терасе и алувијалне равни реке Тисе. Водни режим у знатној мери зависи од хидролошких услова пешчаре. Простор природног добра обухвата и део подручја области Потисја. Најважније природне карактеристике комплекса влажних станишта су одређене географским положајем, педолошким и хидрогеолошким особинама подручја. Остаци природне вегетације припадају најугроженијим типовима вегетације панонског региона.
Природно добро се састоји од пет целина:
- Лесна долина привременог водотока Фољо од државне границе до алувијалне равни Тисе,
- парк - шума Камараш и истоимено вештачко језеро
- западни обод брега Рек
- фосилни меандар Тисе у којој се данас налази Кудељско језеро
- слатина Сигет у облику острва унутар алувијалне равни[4]

Ова разноликост и очуваност природних станишта чине парк природе Камараш тако специфичним и значајним. Остаци природне вегетације припадају најугроженијим типовима вегетације панонског региона. Присутност одређених флорних елемената у биљном покривачу указује на вредност природних станишта а истовремено индицира и њихов карактер. Тако овде имамо присуство одређених панонских ендема: козја брада (Центауреа садлериана), врањемила (Лимониум гмелини субсп. Хунгарицум) и дивљи каранфил (Диантхус понтедерае). Од природних реткости и угрожених врста забележени су многоцветни пуцавац (Силене мултифлора) и козја брада (Центауреа садлериана). На простору парка природе забележено је преко сто врста птица, 33 врсте инсеката и 17 врста сисара, а све то захваљујући присуству различитих типова станишта.